# منطقة مشفرة

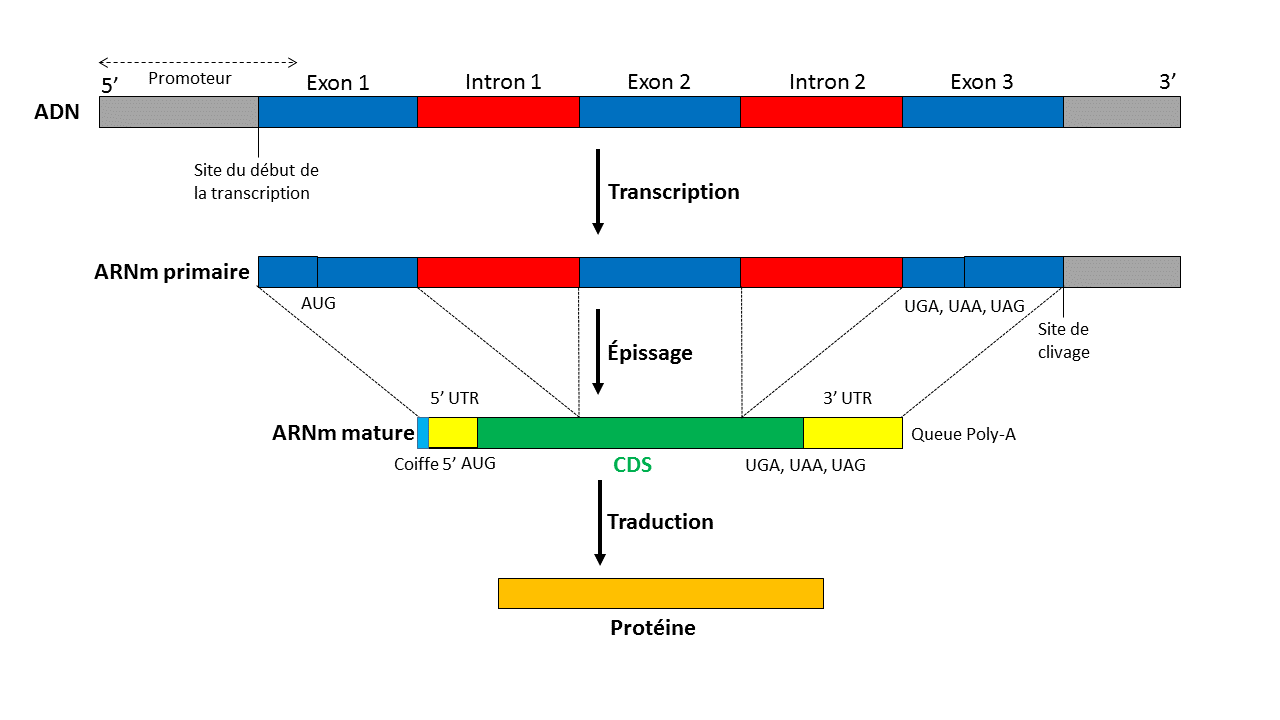
رسم تخطيطي مبسط للعقيدة المركزية للبيولوجيا الجزيئية. تخضع تسلسلات معينة من الحمض النووي للنسخ من أجل توليد الحمض النووي الريبي المرسال الأولي. أخيرًا ، تقوم الريبوسومات ، بمساعدة الحمض النووي الريبي وعوامل الترجمة ، بترجمة تسلسل الترميز إلى بروتين. يظهر تسلسل الترميز باللون الأخضر

منطقة مشفرة في علم الجينات (بالإنجليزية: Coding region ) من جين أو تتابع دنا مشفر coding DNA sequence (CDS) ) هو ذلك الجزء من دنا جين أو رنا المتكون من إكسونات تشفر لإنتاج بروتين. المنطقة محددة باتجاهية النهاية 5' بواسطة كودون بدء وتنتهي بالقرب من اتجاهية النهاية
3' بواسطة كودون ختامي.
المنطقة المشفرة في الرنا المرسال محددة بالنهايتين (5'-Untranslated Region) و (3'-UTR), و هما أيضا جزءان من الإكسون.
تتابع الدنا المشفر CDS هو ذلك الجزء من شفرة حمض نووي ريبوزي رسول التي تترجم إلى ريبوسوم .
المنطقة المشفرة لـ كائن هي مجموع جينوم الكائن المتكونة من مناطق مشفرة للجينات.

## [3]تمييز الروبوتات روت تتابع شفرة
بينما تسهل معرفة قالب قراءة مفتوح في تتابع دنا، إلا أن معرفة تتابع مشفرة تكون صعبة، ذلك لأن الخلية تترجم جميع أجزاء قالب القراءة المفتوح فقط وتنتج منها بروتين.
وحاليا تستخدم استكشافات CDS اختبار وتعيين تتابع الرنا المرسال في الخلايا، مع أنه لا تزال مشكلة قائمة في تعيين الجزء من الدنا المرسال الذي يترجم على بروتين. ويعتمد تنبؤ الـ CDS معتمدا على التنبؤ بالمورثات ؛ والتنبؤ بالمورثات تشمل أيضا تنبؤات تتابعات الدنا التي تشفر ليس فقط بروتين وإنما تشفر أيضا عناصر أخرى لها وظائف حيوية مثل جينات الرنا والتتابعات المنظمة لعمليات.

## اقرأ أيضا
- مشروع الجينوم البشري
- الاتجاهية (علم الأحياء الجزيئي)
- كروموسوم
- تحليل الجينات
- كودون بدء
- فضلة دنا
- اختلال الصيغة الصبغية
- قائمة مشاريع عملاقة
- مشروع جينوم الشمبانزي